# Lambda Literary Award
I Lambda Literary Award, noti anche come Lammys, sono una serie di riconoscimenti letterari che celebrano annualmente le migliori opere di argomento LGBT.
Assegnati a partire dal 1989, sono suddivisi in 24 categorie e amministrati dalla Lambda Literary Foundation.

## Prima edizione 1989
- AIDS: Paul Monette, Borrowed Time: An AIDS Memoir
- Editor’s choice: Karen Thompson e Julie Andrzejewski, Why Can’t Sharon Kowalski Come Home?
- Gay men’s debut fiction: Alan Hollinghurst, La biblioteca della piscina (The Swimming-Pool Library)
- Gay men’s fiction: Edmund White, E la bella stanza è vuota (The Beautiful Room Is Empty)
- Gay men’s Mystery / Science Fiction: Michael Nava, Goldenboy
- Gay men’s nonfiction: Paul Monette, Borrowed Time: An AIDS Memoir
- Gay men’s Small Press Book Award: Michael Nava, Goldenboy  & Ahmad al-Tifashi, The Delight of Hearts
- Lesbian debut fiction: Madelyn Arnold, Bird-Eyes
- Lesbian fiction: Dorothy Allison, Trash
- Lesbian Mystery / Science Fiction: Antoinette Azolakov, Skiptrace
- Lesbian nonfiction: Sarah Lucia Hoagland, Lesbian Ethics: Toward New Value
- Lesbian Small Press Book Award: Dorothy Allison, Trash
- Poetry: Carl Morse e Joan Larkin, Gay & Lesbian Poetry in our Time
- Publisher service award: Sasha Alyson, Alyson Publications

## Seconda edizione 1990
- AIDS: Larry Kramer, Reports from the Holocaust
- Editor’s choice: Rebecca Mark, Lifting Belly Gertrude Stein
- Gay men’s anthology: Martin B. Duberman et al., Hidden from History
- Gay men’s debut fiction: John Weir, The Irreversible Decline of Eddie Socket
- Gay men’s fiction: David B. Feinberg, Eighty-Sixed
- Gay men’s mystery: Mark Richard Zubro, Simple Suburban Murder
- Gay men’s nonfiction: Neil Miller, In Search of Gay America
- Gay men’s Science Fiction / Fantasy: Jeffrey N. McMahan, Somewhere in the Night
- Humor: Robert Triptow, Gay Comics
- Lesbian anthology: Martin B. Duberman et al., Hidden from History & Tee Corinne, Intricate Passions & C. McEwen und S. O’Sullivan, Out the Other Side
- Lesbian debut fiction: Patricia R. Schwartz, The Names of the Moons of Mars
- Lesbian fiction: Nisa Donnelly, The Bar Stories: A Novel After All
- Lesbian mystery: Katherine V. Forrest, The Beverly Malibu
- Lesbian nonfiction: Judy Grahn, Really Reading Gertrude Stein
- Lesbian Science Fiction / Fantasy: Jessica A. Salmonson, What Did Miss Darrington See?
- Poetry: Michael Klein, Poets for Life
- Publisher service award: Carol Seajay, Feminist Bookstore News
- Small Press Book Award: Larry Mitchell, Bill Rice (Ill.), My Life as a Mole
- Young adult/Children’s book award: MaryKate Jordan, Losing Uncle Tim

## Terza edizione 1991
- AIDS: Elizabeth Osbourn, The Way We Live Now
- Editor’s choice: Wayne Dynes, The Encyclopedia Of Homosexuality
- Gay men’s anthology: George Stambolian, Men On Men 3
- Gay men’s debut fiction: Lev Raphael, Dancing On Tisha B’av
- Gay men’s fiction: Allen Barnett, The Body and Its Dangers
- Gay men’s mystery: Michael Nava, Howtown
- Gay men’s nonfiction: Allan Bérubé, Coming Out Under Fire
- Gay men’s poetry: Michael Lassell, Decade Dance
- Gay men’s Science Fiction / Fantasy: Mercedes Lackey, Magic’s Price & Toby Johnson, Secret Matter
- Gay men’s Small Press Book Award: Michael Willhoite, Daddy’s Roommate
- Humor: Alison Bechdel, New, Improved Dykes To Watch Out For
- Lesbian anthology: Joan Nestle e Naomi Holoch, Women On Women
- Lesbian debut fiction: Cherry Muhanji, Her
- Lesbian fiction: Paula Martinac, Out of Time
- Lesbian mystery: Barbara Wilson, Gaudi Afternoon & Lauren Wright Douglas, Ninth Life
- Lesbian nonfiction: Bonnie Zimmerman, The Safe Sea of Women
- Lesbian poetry: Marilyn Hacker, Going Back to the River
- Lesbian Science Fiction / Fantasy: Gael Baudino, Gossamer Axe
- Lesbian Small Press Book Award: Louise Rafkin, Different Mothers

## Quarta edizione 1992
- Childrens/Young adult: Johnny Valentine e Lynette Schmidt (Ill.), The Duke Who Outlawed Jelly Beans: and Other Stories
- Editor’s choice: Lillian Faderman, Odd Girls and Twilight Lovers: A History of Lesbian Life in 20th Century America
- Gay men’s anthology: Essex Hemphill, Brother to Brother: New Writings by Black Gay Men
- Gay men’s fiction: Harlan Greene, What the Dead Remember
- Gay men’s mystery: Joseph Hansen, A Country of Old Men
- Gay men’s nonfiction: Will Roscoe, The Zuni Man-Woman
- Gay men’s poetry: Assoto Saint, The Road Before Us: 100 Gay Black Poets
- Gay men’s Science Fiction / Fantasy: Frank M. Robinson, The Dark Beyond the Stars
- Humor: Joe Keenan, Putting on the Ritz
- Lesbian anthology: Carla Trujillo, Chicana Lesbians: The Girls Our Mothers Warned Us About
- Lesbian fiction: Blanche Boyd, The Revolution of Little Girls & Jewelle Gomez, The Gilda Stories
- Lesbian mystery: Katherine V. Forrest, Murder by Tradition
- Lesbian nonfiction: Sandra Butler e Barbara Rosenblum, Cancer in Two Voices
- Lesbian poetry: Adrienne Rich, An Atlas of the Difficult World: Poems 1988-1991
- Lesbian Science Fiction / Fantasy: Jewelle Gomez, The Gilda Stories
- Small Press Book Award: Winston Leyland, Gay Roots: Twenty Years of Gay Sunshine

## Quinta edizione 1993
- Childrens/Young adult: Penny Raife Durant, When Heroes Die
- Editor’s choice: Richard Mohr, Gay Ideas
- Gay men’s anthologies: John Preston, A Member of the Family
- Gay men’s fiction: Randall Kenan, Let the Dead Bury the Dead
- Gay men’s mystery: Michael Nava, The Hidden Law
- Gay men’s nonfiction: Paul Monette, Becoming a Man
- Gay men’s poetry: Edward Field, Counting Myself Lucky
- Gay men’s Science Fiction / Fantasy: Maureen F. McHugh, Angeli di seta (China Mountain Zhang)
- Humor: Alison Bechdel, Dykes to Watch Out For: The Sequel
- Lesbian anthologies: Joan Nestle, The Persistent Desire
- Lesbian fiction: Judith Katz, Running Fiercely Toward a High Thin Sound
- Lesbian mystery: Elizabeth Pincus, Two-Bit Tango & Jaye Maiman, Crazy for Loving
- Lesbian nonfiction: Blanche Cook, Eleanor Roosevelt
- Lesbian poetry: Audre Lorde, Undersong
- Lesbian Science Fiction / Fantasy: Nicola Griffith, Ammonite
- Publisher service award: Craig Rodwell Founder, Oscar Wilde Memorial Bookshop
- Small Press Book Award: David Wojnarowicz, Memories That Smell Like Gasoline

## Sesta edizione 1994
- Anthologies: Henry Abelove, Michele Aina Barale e David Halperin, Lesbian and Gay Studies Reader
- Childrens/Young adult: Hilary Mullins, The Cat Came Back
- Drama: Tony Kushner, Angels in America: Millennium Approaches
- Editor’s choice: Coleman Dowell, A Star Bright Lie
- Gay men’s biography/autobiography: Edmund White, Genet
- Gay men’s fiction: Joseph Hansen, Living Upstairs
- Gay men’s mystery: Steven Saylor, Catilina’s Riddle
- Gay men’s poetry: James Schuyler, Collected Poems & Michael Klein, 1990
- Gay men’s studies: Randy Shilts, Conduct Unbecoming
- Humor: Alison Bechdel, Spawn of Dykes to Watch Out For
- Lesbian biography/autobiography: Josyanne Savigneau, Marguerite Yourcenar
- Lesbian fiction: Jeannette Winterson, Written on the Body
- Lesbian mystery: Mary Wings, Divine Victim
- Lesbian poetry: Audre Lorde, The Marvelous Arithmetics of Distance
- Lesbian studies: Elizabeth Kennedy e Madeline Davis, Boots of Leather, Slippers of Gold
- Publisher service award: Michael Denneny, St. Martin's Press
- Science Fiction / Fantasy: Starhawk, The Fifth Sacred Thing
- Small Press: Leslie Feinberg, Stone Butch Blues & B. Michael Hunter, Sojourner: Black gay voices in the age of AIDS

## Settima edizione 1995
- Anthologies/Fiction: Lillian Faderman, Chloe Plus Olivia
- Anthologies/Nonfiction: Joan Nestle e John Preston, Sister and Brother
- Childrens/Young adult: Marion Dane Bauer, Am I Blue?
- Drama: Tony Kushner, Angels in America: Perestroika
- Editor’s choice award: Mab Segrest, Traitor to the Race
- Gay men’s biography/autobiography: Abraham Verghese, My Own Country
- Gay men’s fiction: Alan Hollinghurst, La stella di Espero (The Folding Star)
- Gay men’s mystery: John Berendt, Midnight in the Garden of Good and Evil
- Gay men’s poetry: Thom Gunn, Collected Poems
- Gay men’s studies: George Chauncy, Gay New York
- Humor: Ellen Galford, The Dyke and the Dybbuk
- Lesbian biography/autobiography: Renate Stendhal, Gertrude Stein: In Words and Pictures
- Lesbian fiction: Rebecca Brown, Gifts of the Body
- Lesbian mystery: Ellen Hart, Small Sacrifice
- Lesbian poetry: Marilyn Hacker, Winter Numbers
- Lesbian studies: Dorothy Allison, Skin
- Photography/Visual arts: Nancy Lee Andrews, Family
- Publisher service award: Barbara Smith, Kitchen Table Press
- Science Fiction / Fantasy: Melissa Scott, Trouble and Her Friends
- Small Press: Kiss & Tell, Her Tongue on My Theory

## Ottava edizione 1996
- Anthologies/Fiction: E. J. Levy, Tasting Life Twice
- Anthologies/Nonfiction: Claude J. Summers, Gay and Lesbian Literary Heritage
- Childrens/Young adult: Jacqueline Woodson, From the Notebooks of Melanin Sun
- Drama: Tony Kushner, Slavs (Thinking About the Longstanding Problems of Virtue and Happiness) & Guinevere Turner e Rose Troche, Go Fish
- Editor’s choice award: Pat Califia e Janine Fuller, Forbidden Passages: Writings Banned in Canada
- Gay men’s biography/autobiography: Lyle Leverich, Tom: The Unknown Tennessee Williams
- Gay men’s fiction: Michael Cunningham, Flesh and Blood
- Gay men’s mystery: R. D. Zimmerman, Closet
- Gay men’s poetry: Mark Doty, Atlantis
- Gay men’s studies: Joseph Carrier, De Los Otros
- Humor: Ellen Orleans, The Butches of Madison County
- Lesbian biography/autobiography: Erica Fischer, Aimee & Jaguar
- Lesbian fiction: Jacqueline Woodson, Autobiography of a Family Photo
- Lesbian mystery: J. M. Redmann, Intersection of Law and Desire
- Lesbian poetry: Adrienne Rich, Dark Fields of the Republic
- Lesbian studies: Karla Jay, Dyke Life
- Photography/Visual arts: Andrea Weiss, Paris was a Woman
- Pioneer award: L. Page “Deacon” Maccubbin, Lambda Rising, Inc.
- Publisher service award: Nancy Bereano, Firebrand Press & Janine Fuller e Stuart Blackley, Restricted Entry
- Science Fiction / Fantasy: Melissa Scott, Shadow Man
- Small Press Book Award: Eileen Myles e Liz Kotz, The New Fuck You
- Spirituality: Brian Bouldrey, Wrestling with the Angel

## Nona edizione 1997
- Anthologies/Fiction: Joan Nestle e Naomi Holoch, Women on Women 3
- Anthologies/Nonfiction: Michael Bronski, Taking Liberties
- Childrens/Young adult: Nancy Garden, Good Moon Rising
- Drama: Sue-Ellen Case, Split Britches
- Editor’s choice award: Donald Windham, Tennessee Williams’ Letters to Donald Windham, 1940-1965
- Gay men’s biography/autobiography: Fenton Johnson, Geography of the Heart
- Gay men’s fiction: Shyam Selvadural, Funny Boy
- Gay men’s mystery: Michael Nava, Death of Friends
- Gay men’s poetry: Rafael Campo, What the Body Told
- Gay men’s studies: Patrick Merla, Boys Like Us
- Humor: Judy Carter, Homo Handbook
- Lesbian biography/autobiography: Doris Grumbach, Life in a Day
- Lesbian fiction: Achy Obejas, Memory Mambo
- Lesbian mystery: Ellen Hart, Robber’s Wine
- Lesbian poetry: Robin Becker, All-American Girl & Maureen Seaton, Furious Cooking
- Lesbian studies: Bernadette J. Brooten, Love Between Women
- Photography/Visual arts: Susie Bright & Jill Posener, Nothing But the Girl
- Pioneer award: Helaine Harris, Daedalus Books
- Publisher service award: Norman Laurila, A Different Light Bookstores
- Science Fiction / Fantasy: Clive Barker, Sacrament
- Small Press: Loren Cameron, Body Alchemy
- Spirituality: Peter Gomes, The Good Book
- Transgender: Loren Cameron, Body Alchemy

## Decima edizione 1998
- Anthologies/Fiction: Robert Drake e Terry Wolverton, His(2)
- Anthologies/Nonfiction: Gordon Brent Ingram, AnneMarie Bouthillette e Yolanda Retter, Queers in Space: Communities, Public Places, Sites of Resistance
- Childrens/Young adult: Jacqueline Woodson, The House You Pass On the Way
- Drama: Moisés Kaufman, Atti osceni - I tre processi di Oscar Wilde (Gross Indecency: the Three Trials of Oscar Wilde)
- Editor’s choice award: Patricia Nell Warren, Billy’s Boy
- Gay men’s biography/autobiography: Rafael Campo, The Poetry of Healing
- Gay men’s fiction: Aryeh Lev Stollman, The Far Euphrates
- Gay men’s mystery: David Hunt, The Magician’s Tale
- Gay men’s poetry: Cyrus Cassells, Beautiful Signor
- Gay men’s studies: Charles Kaiser, Gay Metropolis
- Humor: Bob Smith, Openly Bob
- Lesbian biography/autobiography: Barbara Wilson, Blue Windows: a Christian Science Childhood
- Lesbian fiction: Elana Dykewomon, Beyond the Pale
- Lesbian mystery: Randye Lordon, Father Forgive Me
- Lesbian poetry: Joan Larkin, Cold River (Painted Leaf) & Eileen Myles, School of Fish
- Lesbian studies: Lisa C. Moore, Does Your Mama Know?
- Photography/Visual arts: David Leddick, Naked Men: Pioneering Male Nudes 1935–1955 & Robert Giard, Particular Voices: Portraits of Gay and Lesbian Writers
- Pioneer award: Ron Hanby, Bookazine
- Publisher service award: Douglas Mitchell, University of Chicago Press
- Science Fiction / Fantasy: Nicola Griffith e Stephen Pagel, Bending the Landscape
- Small Press: Lisa C. Moore, Does Your Mama Know?
- Spirituality/Religion: Rebecca Alpert, Like Bread on the Seder Plate
- Transgender: Carol Queen e Lawrence Schimel, PoMoSexuals: Challenging Assumptions about Gender and Sexuality & Daphne Scholinski e Jane Meredith Adams, The Last Time I Wore a Dress

## Undicesima edizione 1999
- Anthologies/Fiction: Byrne R. S. Fone, Columbia Anthology of Gay Literature
- Anthologies/Nonfiction: Nisa Donnelly, Mom: Candid Memoirs by Lesbians About the First Woman in Their Life & David L. Eng, Q & A: Queer in Asian America
- Children: Kevin Jennings, Telling Tales Out of School
- Drama: Holly Hughes, O Solo Homo
- Editor’s choice award: Naeem Murr, The Boy
- Gay men’s biography/autobiography: William J. Mann, Wisecracker
- Gay men’s fiction: Mark Merlis, An Arrow’s Flight
- Gay men’s mystery: R. D. Zimmerman, Outburst
- Gay men’s poetry: J. D. McClatchy, Ten Commandments
- Gay men’s studies: John Loughery, The Other Side of Silence
- Humor: Michael Thomas Ford, Alec Baldwin Doesn’t Love Me and Other Trials of My Queer Life
- Lesbian biography/autobiography: Alison Bechdel, The Indelible Alison Bechdel; Confessions, Comix, and Miscellaneous Dykes to Watch Out for
- Lesbian fiction: Dorothy Allison, Cavedweller
- Lesbian mystery: Nicola Griffith, The Blue Place
- Lesbian poetry: Gerry Gomez Pearlberg, Marianne Faithfull’s Cigarette
- Lesbian studies: Joan Nestle, A Fragile Union
- Photography/Visual arts: David Leddick, The Male Nude & Barbara Seyda with Diana Herrera, Women in Love
- Pioneer award: Katherine V. Forrest
- Publisher service award: Joan M. Drury, Spinsters Ink
- Religion/Spirituality: Donna Minkowitz, Ferocious Romance
- Science Fiction / Fantasy: Nicola Griffith e Stephen Pagel, Bending the Landscape:  Science Fiction
- Small Press: Sharon Bridgforth, the bull-jean stories
- Transgender: Michael R. Gorman, The Empress Is a Man

## Dodicesima edizione 2000
- Anthologies/Fiction: Naomi Holoch, Joan Nestle e Nancy Holden, Vintage Book of International Lesbian Fiction
- Anthologies/Nonfiction: Steve Hogan e Lee Hudson, Completely Queer: The Gay and Lesbian Encyclopedia & Kris Kleindienst, This Is What Lesbian Looks Like
- Children’s/Young Adult: Ellen Wittlinger, Hard Love
- Drama: Craig Lucas, What I Meant Was
- Gay biography/autobiography: Jesse Green, The Velveteen Father
- Gay men’s fiction: Matthew Stadler, Allan Stein
- Gay men’s mystery: John Morgan Wilson, Justice at Risk
- Gay men’s poetry: Mark Wunderlich, The Anchorage & Richard Howard, Trappings
- Gay men’s studies: James Saslow, Pictures and Passions: A History of Homosexuality in the Visual Arts
- Humor: Michael Thomas Ford, That’s Mr. Faggot To You
- Lesbian biography/autobiography: Diana Souhami, The Trials of Radclyffe Hall
- Lesbian fiction: Sarah Waters, Carezze di velluto (Tipping the Velvet)
- Lesbian mystery: Ellen Hart, Hunting the Witch
- Lesbian poetry: Olga Broumas, Rave
- Lesbian studies: Lillian Faderman, To Believe in Women: What Lesbians Have Done for America
- Photography/Visual arts: James Saslow, Pictures and Passions: A History of Homosexuality in the Visual Arts
- Religion/Spirituality: John R. Stowe, Gay Spirit Warrior
- Science Fiction / Fantasy: Richard Bowes, Minions of the Moon
- Small Press: Henry Flesh, Massage
- Transgender: Jackie Kay, Trumpet

## Tredicesima edizione 2001
- Anthologies/Fiction: David Bergman e Karl Woelz, Men on Men 2000
- Anthologies/Nonfiction: Noelle Howey e Ellen Samuels, Out of the Ordinary
- Children’s/Young Adult: Noelle Howey e Ellen Samuels, Out of the Ordinary
- Drama: John Cameron Mitchell e Stephen Trask: Hedwig and the Angry Inch
- Gay biography/autobiography: Douglas Murray, Bosie
- Gay fiction: K. M. Soehnlein, The World of Normal Boys
- Gay mystery: John Morgan Wilson, The Limits of Justice
- Gay poetry: Carl Phillips, Pastoral
- Gay studies: James J. Berg e Chris Freeman, The Isherwood Century
- Horror / Science Fiction / Fantasy: Jim Grimsley, Kirith Kirin
- Humor: David Sedaris, Me Talk Pretty One Day
- Lesbian biography/autobiography: Judith Barrington, Lifesaving
- Lesbian fiction: Michelle Tea, Valencia
- Lesbian mystery: Jean Marcy, Mommy Deadest
- Lesbian poetry: Elena Georgiou, Mercy Mercy Me
- Lesbian studies: Harmony Hammond, Lesbian Art in America
- Small Press: Lauren Sanders, Kamikaze Lust & Erasmo Guerra, Between Dances
- Spirituality/Religion: Toby Johnson, Gay Spirituality: The Role of Gay Identity in the Transformation of Human Consciousness & Krandall Kraus e Paul Borja, It’s Never About What It’s About
- Transgender: David Ebershoff, The Danish Girl
- Visual arts: Keri Pickett, Faeries

## Quattordicesima edizione 2002
- Anthologies/Fiction: Helen Sandler, Diva Book of Short Stories
- Anthologies/Nonfiction: Constantine-Simms, The Greatest Taboo: Homosexuality In Black Communities
- Autobiography/Memoir: Andrew Solomon, Noonday Demon
- Biography: Barry Werth, The Scarlet Professor: Newton Arvin
- Children’s/Young Adult: Julia Watts, Finding H.F.
- Erotica: Ian Philips, See Dick Deconstruct: Literotica for the Satirically Bent
- Gay men’s fiction: Allan Gurganus, The Practical Heart
- Gay men’s mystery: Michael Nava, Rag and Bone
- Gay men’s poetry: Mark Doty, Source
- GLBT studies: Joyce Murdoch e Deb Price, Courting Justice: Gay Men and Lesbians v. the Supreme Court
- Humor: David Rakoff, Fraud
- Lesbian fiction: Achy Obejas, Days of Awe
- Lesbian mystery: Ellen Hart, Merchant of Venus
- Lesbian poetry: Adrienne Rich, Fox
- Photography/Visual arts: David Deitcher, Dear Friends: American Photographs of Men Together, 1840-1918
- Romance: Silvia Brownrigg, Pages for You
- Science Fiction / Fantasy / Horror: Melissa Scott e Lisa A. Barnett, Point of Dreams
- Small Press: Mariana Romo-Carmona, Conversaciones!
- Spirituality: Ken Stone, Queer Commentary and the Hebrew Bible & Bernard Duncan Mayes, Escaping God’s Closet: The Revelations of a Queer Priest
- Transgender/Bisexual: Virginia Ramey Mollenkott, Omnigender: A Trans-religious Approach

## Quindicesima edizione 2003
- Anthologies/Fiction: Devon Carbado, Dwight McBride e Don Weise, Black Like Us
- Anthologies/Nonfiction: Bruce Shenitz, The Man I Might Become
- Autobiography: Betty Berzon, Surviving Madness
- Biography: David Kaufman, Ridiculous!
- Children’s/Young Adult: Bonnie Shimko, Letters in the Attic
- Editor’s Choice: John D’Emilio, The World Turned
- Erotica: Tristan Taormino, Best Lesbian Erotica 2003
- Gay men’s fiction: Jamie O’Neill, At Swim, Two Boys
- Gay men’s mystery: Christopher Rice, The Snow Garden
- Gay men’s poetry: J. D. McClatchy, Hazmat
- Humor: Dan Savage, Skipping Towards Gomorrah
- Lesbian fiction: Sarah Waters, Ladra (Fingersmith)
- Lesbian mystery: Elizabeth Woodcraft, Good Bad Woman
- Lesbian poetry: Ellen Bass, Mules of Love
- LGBT studies: Neil Miller, Sex-Crime Panic
- Pioneer Award: Barbara Grier
- Romance: Andrew W.M. Beierle, The Winter of Our Discoteque
- Science Fiction / Fantasy / Horror: Michael Rowe, Queer Fear II
- Small Press: Kings Crossing Publishing
- Spirituality: Geoffrey Duncan, Courage to Love
- Transgender: Noelle Howey, Dress Codes
- Visual arts: Dominique Fernandez, A Hidden Love

## Sedicesima edizione 2004
- Anthologies/Fiction: Michael Bronski, Pulp Friction
- Anthologies/Non-fiction: Bob Guter e John Killacky, Queer Crips
- Autobiography/Memoir: Lillian Faderman, Naked in the Promised Land
- Biography: Andrew Wilson, Beautiful Shadow
- Children /Young adult: David Levithan, Boy Meets Boy
- Drama: Brian Drader, Prok
- Erotica: Tristan Taormino, Best Lesbian Erotica 2004
- Gay men’s fiction: Christopher Bram, Lives of the Circus Animals
- Gay men’s mystery: John Morgan Wilson, Blind Eye
- Gay men’s poetry: Henri Cole, Middle Earth e Mark Bibbins, Sky Lounge
- Humor: Alison Bechdel, Dykes and Sundry Other Carbon-Based Life-Forms to Watch Out For
- Lesbian fiction: Nina Revoyr, Southland
- Lesbian mystery: Elizabeth Sims, Damn Straight
- Lesbian poetry: Minnie Bruce Pratt, The Dirt She Ate
- LGBT studies: Devon Carbado e Donald Weise, Time on Two Crosses
- Photography/Visual arts: Lonthar Schirmer, Women Seeing Women
- Romance: Michael Thomas Ford, Last Summer (Kensington Publishing) e Karin Kallmaker, Maybe Next Time
- Science Fiction / Fantasy / Horror: Helen Sandler, Necrologue
- Spirituality: Fenton Johnson, Keeping Faith
- Transgender/Genderqueer: Jennifer Finney Boylan, She’s Not There

## Diciassettesima edizione 2005
- Anthologies/Fiction: Edmund White e Donald Weise, Fresh Men: New Voices in Gay Fiction
- Anthologies/Non-fiction: Greg Wharton e Ian Philips, I Do/I Don’t: Queers on Marriage
- Autobiography/Memoir: Alison Smith, Name All the Animals
- Biography: Alexis De Veaux, Warrior Poet: A Biography of Audre Lorde
- Children’s / Young Adult: Alex Sánchez, So Hard to Say
- Drama / Theater: Doug Wright, I Am My Own Wife
- Erotica: Richard Labonte, Best Gay Erotica 2005
- Gay Men’s Debut Fiction: Blair Mastbaum, Clay’s Way
- Gay Men’s Fiction: Colm Tóibín, The Master
- Gay Men’s Poetry: Luis Cernuda, Written in Water
- Gay Men’s Mystery: Anthony Bidulka, Flight of Aquavit
- Humor: David Sedaris, Dress Your Family in Corduroy and Denim
- Lesbian Debut Fiction: Judith Frank, Crybaby Butch
- Lesbian Fiction: Stacey D’Erasmo, A Seahorse Year
- Lesbian Poetry: Beverly Burch, Sweet to Burn
- Lesbian Mystery: Katherine V. Forrest, Hancock Park
- LGBT Studies: Elisabeth Kirtsoglou, For the Love of Women: Gender, Identity and Same-Sex Relations in a Greek Provincial Town
- Photography/Visual Arts: Evan Bachner e Harry Abrams, At Ease: Navy Men of World War II
- Romance: Steven Kluger, Almost Like Being in Love
- Religion/Spirituality: Will Roscoe, Jesus and the Shamanic Tradition of Same-Sex Love
- Science fiction/Fantasy/Horror: Jim Grimsley, The Ordinary
- Transgender/GenderQueer: Mariette Pathy Allen, The Gender Frontier

## Diciottesima edizione 2006
- Anthologies: E. Lynn Harris, Freedom in This Village: Twenty-Five Years of Black Gay Men’s Writing, 1979 to the Present
- Belles Lettres: Martin Moran, The Tricky Part
- Biography: Sherrill Tippins, February House
- Children’s/Young Adult: Shyam Selvadurai, Swimming in the Monsoon Sea
- Erotica: Stacia Seaman e Radclyffe, Stolen Moments: Erotic Interludes 2
- Gay Men’s Debut Fiction: Vestal McIntyre, You Are Not the One
- Gay Men’s Fiction: Dennis Cooper, The Sluts
- Gay Men’s Mystery: D. Travers Scott, One of These Things is Not Like the Other
- Gay Men’s Poetry: Richard Siken, Crush
- Humor: David Rakoff, Don’t Get Too Comfortable
- Lesbian Debut Fiction: Ali Leibegott, The Beautifully Worthless
- Lesbian Fiction: Abha Dawesar, Babyji e Helen Humphreys, Wild Dogs
- Lesbian Mystery: Alicia Gaspar de Alba, Desert Blood: The Juarez Murders
- Lesbian Poetry: June Jordan, Directed by Desire: Collected Poems
- LGBT Studies: Susan Ackerman, When Heroes Love: The Ambiguities of Eros in the Stories of Gilgamesh and David
- Nonfiction: Thomas Glave, Words to Our Now
- Romance: Radclyffe, Distant Shores, Silent Thunder
- Science Fiction/Fantasy/Horror: Katherine V. Forrest, Daughters of an Emerald Dusk
- Spirituality: Cheri DiNovo, Qu(e)erying Evangelism: Growing a Community from the Outside In
- Transgender/GenderQueer: Charlie Anders, Choir Boy

## Diciannovesima edizione 2007
- Anthology: Greg Herren e Paul J. Willis, Love, Bourbon Street: Reflections of New Orleans
- Arts & Culture: Lillian Faderman e Stuart Timmons, Gay L. A.: A History of Sexual Outlaws, Power Politics, And Lipstick Lesbians
- Bisexual: Michael Szymanski e Nicole Kristal, The Bisexual’s Guide to the Universe
- Childrens/Young Adult: David Levithan e Billy Merrell,  Full Spectrum
- Childrens/Young Adult: Julie Anne Peters, Between Mom & Jo
- Drama/Theater: Tim Miller, 1001 Beds
- Gay Debut Fiction: Robert Westfield, Suspension: A Novel
- Gay Erotica: Jeff Mann, A History of Barbed Wire
- Gay Fiction: Robert Westfield, Suspension: A Novel
- Gay Memoir/Biography: Bernard Cooper, The Bill From My Father
- Gay Mystery: Garry Ryan, The Lucky Elephant Restaurant
- Gay Poetry: Jim Elledge, A History of My Tattoo
- Gay Romance: Rob Byrnes, When the Stars Come Out
- Humor: Joe Keenan, My Lucky Star
- Lesbian Debut Fiction: Ellis Avery, The Teahouse Fire
- Lesbian Erotica: Laurinda D. Brown, Walk Like a Man
- Lesbian Fiction: Sarah Waters, Turno di notte (The Night Watch)
- Lesbian Memoir/Biography: Alison Bechdel, Fun Home. Una tragicommedia familiare (Fun Home)
- Lesbian Mystery: Laurie King, The Art of Detection
- Lesbian Poetry; Sina Queyras, Lemon Hound
- Lesbian Romance: Georgia Beers, Fresh Tracks
- LGBT Nonfiction: Lillian Faderman e Stuart Timmons, Gay L. A.: A History of Sexual Outlaws, Power Politics, And Lipstick Lesbians
- LGBT Nonfiction: Marcia M. Gallo, Different Daughters
- LGBT Studies: Horace L. Griffin, Their Own Receive Them Not
- Sci-Fi/Fantasy/Horror: Neal Drinnan, Izzy and Eve
- Spirituality: Michael McColly, The After-Death Room
- Transgender: Susan Stryker e Stephen Whittle, The Transgender Studies Reader

## Ventesima edizione 2008
- Anthology: Richard Labonte e Lawrence Schimel, First Person Queer
- Arts & Culture: Matthew Hays, The View From Here
- Bisexual: Brent Hartinger, Split Screen
- Children’s/Young Adult: Perry Moore, Hero
- Drama/Theater: Steve Susoyev e George Birimisa, Return to the Caffe Cino
- Erotica: Simon Sheppard, Homosex: 60 Years of Gay Erotica
- Gay Debut Fiction: Christopher Kelly, A Push and a Shove
- Lesbian Debut Fiction: Aoibheann Sweeney, Among Other Things, I’ve Taken Up Smoking
- LGBT Studies: Sharon Marcus, Between Women
- Men’s Fiction: André Aciman, Chiamami col tuo nome Call Me By Your Name
- Men’s Memoir/Biography: Kevin Sessums, Mississippi Sissy
- Men’s Mystery: Greg Herren, Murder in the Rue Chartres
- Men’s Romance: Michael Thomas Ford, Changing Tides
- Nonfiction: Michael S. Sherry, Gay Artists in Modern American Culture
- Poetry: Henri Cole, Blackbird and Wolf
- Sci-Fi/Fantasy/Horror: Lee Thomas, The Dust of Wonderland
- Transgender: Cris Beam, Transparent
- Women’s Fiction: Ali Liebegott, The IHOP Papers
- Women’s Memoir/Biography: Nicola Griffith, And Now We Are Going to Have a Party: Liner Notes to a Writer’s Early Life
- Women’s Mystery: Gabrielle Goldsby, Wall of Silence
- Women’s Romance: K. G. MacGregor, Out of Love

## Ventunesima edizione 2009
- Bisexual: Jenny Block, Open, Seal Press
- Gay Debut Fiction: Shawn Ruff, Finlater
- Gay Erotica: Richard Labonte e James Lear, Best Gay Erotica 2009
- Gay Fiction: Scott Heim, We Disappear
- Gay Memoir/Biography: Sheila Rowbotham, Edward Carpenter: A Life of Liberty and Love
- Gay Mystery: Scott Sherman, First You Fall
- Gay Poetry: Mark Doty, Fire to Fire & James Allen Hall, Now You’re the Enemy
- Gay Romance: Larry Duplechan, Got ’til it’s Gone
- Lesbian Debut Fiction: Magdalena Zurawski, The Bruise
- Lesbian Erotica: Radclyffe e Karin Kallmaker, In Deep Waters 2: Cruising the Strip
- Lesbian Fiction: Emma Donoghue, The Sealed Letter & Chandra Mayor, All the Pretty Girls
- Lesbian Memoir/Biography: Maureen Seaton, Sex Talks to Girls: A Memoir
- Lesbian Mystery: Josie Gordon, Whacked
- Lesbian Poetry: Judy Grahn, love belongs to those who do the feeling
- Lesbian Romance: Karin Kallmaker, The Kiss That Counted
- LGBT Anthologies: Thomas Glave, Our Caribbean
- LGBT Childrens/Young Adult: Bill Konigsberg, Out of the Pocket
- LGBT Drama: Carolyn Gage, The Second Coming of Joan of Arc
- LGBT Nonfiction: Jane Rule, Loving The Difficult
- LGBT Sci-Fi/Fantasy/Horror: Nicole Kimberling, Turnskin
- LGBT Studies: Regina Kunzel, Criminal Intimacy: Prison and the Uneven History of Modern American Sexuality
- Transgender: Thea Hillman, Intersex (For Lack of a Better Word)

## Ventiduesima edizione 2010
- Anthology: Ariel Gore, Portland Queer: Tales of the Rose City
- Bisexual Fiction: Mykola Dementiuk, Holy Communion & Maria Pallotta-Chiarolli, Love You Two
- Bisexual Nonfiction: Minal Hajratwala, Leaving India: My Family’s Journey From Five Villages to Five Continents
- Children’s/Young Adult: Dale Peck, Sprout
- Drama: Mart Crowley, The Collected Plays of Mart Crowley
- Gay Debut Fiction: Rakesh Satyal, Blue Boy
- Gay Erotica: Kevin Killian, Impossible Princess
- Gay Fiction: Vestal McIntyre, Lake Overturn
- Gay Memoir/Biography: Reynolds Price, Ardent Spirits: Leaving Home, Coming Back
- Gay Mystery: Michael Thomas Ford, What We Remember
- Gay Poetry: Benjamin S. Grossberg, Sweet Core Orchard
- Gay Romance: Frank Anthony Polito, Drama Queers!
- Lesbian Debut Fiction: Rhiannon Argo, The Creamsickle
- Lesbian Erotica: Sacchi Green e Rakelle Valencia, Lesbian Cowboys
- Lesbian Fiction: Jill Malone, A Field Guide to Deception
- Lesbian Memoir/Biography: Joan Schenkar, The Talented Miss Highsmith: The Secret Life and Serious Art of Patricia Highsmith
- Lesbian Mystery: Jean M. Redmann, Death of a Dying Man
- Lesbian Poetry: Stacie Cassarino, Zero at the Bone
- Lesbian Romance: Colette Moody, The Sublime and Spirited Voyage of Original Sin
- LGBT Non-Fiction: James N. Davidson, The Greeks and Greek Love
- LGBT Studies: Margot Canaday, The Straight State: Sexuality and Citizenship in Twentieth Century America
- Sci-Fi/Fantasy/Horror: Catherynne M. Valente, Palimpsest
- Transgender: Lynn Breedlove, Lynnee Breedlove’s One Freak Show

## Ventitreesima edizione 2011
- Bisexual — Fiction: Myrlin Hermes, The Lunatic, the Lover, and the Poet
- Bisexual — Nonfiction: Maria Pallotta-Chiarolli, Border Sexualities, Border Families in Schools
- Gay Debut Fiction: David Pratt, Bob the Book
- Gay Erotica: Jon Macy, Teleny and Camille
- Gay Fiction: Adam Haslett, Union Atlantic
- Gay Memoir/Biography: Justin Spring, Secret Historian: The Life and Times of Samuel Steward, Professor, Tattoo Artist and Sexual Renegade
- Gay Mystery: David Lennon, Echoes
- Gay Poetry: Brian Teare, Pleasure
- Gay Romance: Erik Orrantia, Normal Miguel
- Lesbian Debut Fiction: Amber Dawn, Sub Rosa
- Lesbian Erotica: Tristan Taormino, Sometimes She Lets Me: Best Butch/Femme Erotica
- Lesbian Fiction: Eileen Myles, Inferno (a poet’s novel)
- Lesbian Memoir/Biography: Barbara Hammer, Hammer! Making Movies Out of Sex and Life & Julie Marie Wade, Wishbone: A Memoir in Fractures
- Lesbian Mystery: Val McDermid, Fever of the Bone
- Lesbian Poetry: Anna Swanson, The Nights Also
- Lesbian Romance: Cate Culpepper, River Walker
- LGBT Anthology: Kate Bornstein & S. Bear Bergman, Gender Outlaws: The Next Generation
- LGBT Children’s/Young Adult: Jane Eagland, Wildthorn
- LGBT Drama: Maureen Angelos, Dominique Dibbell, Peg Healey, Lisa Kron e Samuel French, Oedipus at Palm Springs: A Five Lesbian Brothers Play
- LGBT Nonfiction: Virginie Despentes, King Kong Théorie
- LGBT SF/Fantasy/Horror: Sandra McDonald, Diana Comet and Other Improbable Stories
- LGBT Studies: Scott Herring, Another Country: Queer Anti-Urbanism & Gayle Salamon, Assuming a Body: Transgender and Rhetorics of Materiality
- Transgender — Fiction: Zoe Whittall, Holding Still for As Long As Possible
- Transgender — Nonfiction: Noach Dzmura, Balancing on the Mechitza: Transgender in Jewish Community

## Ventiquattresima edizione 2012
- Assuming a Body: Gayle Salamon, Transgender and Rhetorics of Materiality
- Bisexual Fiction: Barbara Browning, The Correspondence Artist
- Bisexual Nonfiction: Jan Steckel, The Horizontal Poet
- Gay Debut Fiction: Rahul Mehta, Quarantine: Stories
- Gay Erotica: Dirk Vanden, All Together
- Gay Fiction: Colm Tóibín, The Empty Family
- Gay Memoir/Biography: Glen Retief, The Jack Bank: A Memoir of a South African Childhood
- Gay Mystery: Richard Stevenson, Red White Black and Blue
- Gay Poetry: David Trinidad, A Fast Life: The Collected Poems of Tim Dlugos
- Gay Romance: Jim Provenzano, Every Time I Think of You
- Lesbian Debut Fiction: Laurie Weeks, Zipper Mouth
- Lesbian Erotica: Debra Hyde, Story of L
- Lesbian Fiction: Farzana Doctor, Six Metres of Pavement
- Lesbian Memoir/Biography: Jeanne Córdova, When We Were Outlaws: A Memoir of Love & Revolution
- Lesbian Mystery: Kim Baldwin & Xenia Alexiou, Dying to Live
- Lesbian Poetry: Leah Lakshmi Piepza-Samarasinha, Love Cake
- Lesbian Romance: Kenna White, Taken by Surprise
- LGBT Anthology: Michael Hames-García e Ernesto Javier Martínez, Gay Latino Studies: A Critical Reader
- LGBT Children’s/Young Adult: Bil Wright, Putting Makeup on the Fat Boy
- LGBT Drama: Peggy Shaw, OA Menopausal Gentleman: The Solo Performances of Peggy Shaw
- LGBT Nonfiction: Michael Bronski, A Queer History of the United States
- LGBT SF/Fantasy/Horror: Lee Thomas, The German
- LGBT Studies: Sister Arts: Lisa L. Moore, The Erotics of Lesbian Landscapes
- Transgender Fiction: Tristan Taormino, Take Me There: Trans and Genderqueer Erotica
- Transgender Nonfiction: Justin Vivian Bond, Tango: My Childhood Backwards and in High Heels

## Venticinquesima edizione 2013
- Bisexual Literature: John Irving, In One Person & Cheryl Burke, My Awesome Place: The Autobiography of Cheryl B
- Gay Erotica: Mykola Dementiuk, The Facialist
- Gay General Fiction: Benjamin Alire Sáenz, Everything Begins and Ends at the Kentucky Club
- Gay Memoir/Biography: Cynthia Carr, Fire in the Belly
- Gay Mystery: Jeffrey Round, Lake on the Mountain: A Dan Sharp Mystery
- Gay Poetry: Stephen S. Mills, He Do the Gay Man in Different Voices
- Gay Romance: Jay Bell, Kamikaze Boys
- LGBT Anthology: Justin Hall, No Straight Lines: Four Decades of Queer Comics
- LGBT Children’s/Young Adult: Benjamin Alire Sáenz, Aristotle and Dante Discover the Secrets of the Universe
- LGBT Debut Fiction: Mia McKenzie, The Summer We Got Free
- LGBT Drama: Marc Robinson, The Myopia and Other Plays by David Greenspan
- LGBT Nonfiction: Dale Carpenter, Flagrant Conduct: The Story of Lawrence v. Texas
- LGBT SF/Fantasy/Horror: Tom Cardamone, Green Thumb
- LGBT Studies: Ramón H. Rivera-Servera, Performing Queer Latinidad: Dance, Sexuality, Politics
- Lesbian Erotica: D. L. King, The Harder She Comes: Butch/Femme Erotica
- Lesbian General Fiction: Thrity Umrigar, The World We Found: A Novel
- Lesbian Memoir/Biography: Jeanette Winterson, Why Be Happy When You Could Be Normal?
- Lesbian Mystery: Jean M. Redmann, Ill Will
- Lesbian Poetry: Etel Adnan, Sea and Fog
- Lesbian Romance: Yolanda Wallace, Month of Sundays
- Transgender Fiction: Tom Léger e Riley MacLeod, The Collection: Short Fiction From The Transgender Vanguard
- Transgender Nonfiction: Anne Enke, Transfeminist Perspectives in and beyond Transgender and Gender Studies
- Dr. James Duggins Mid-Career Novelist Prize: Nicola Griffith, Trebor Healey
- Dr. Betty Berzon Emerging Writer Awards: Sassafras Lowrey, Carter Sickels

## Ventiseiesima edizione 2014
- Bisexual Fiction: Susan Choi, My Education
- Bisexual Nonfiction: Maria San Filippo, The B Word: Bisexuality in Contemporary Film and Television
- Gay Erotica: Alex Jeffers, The Padisah’s Son and the Fox: an erotic novella
- Gay General Fiction: Luis Negrone, Mundo Cruel: Stories
- Gay Memoir/Biography: Glenway Wescott e Jerry Rosco, A Heaven of Words: Last Journals
- Gay Mystery: Janice Law, The Prisoner of the Riviera: A Francis Bacon Mystery
- Gay Poetry: Rigoberto Gonzalez, Unpeopled Eden
- Gay Romance: TJ Klune, Into This River I Drown
- Lesbian Erotica: Sacchi Green, Wild Girls Wild Nights: True Lesbian Sex Stories
- Lesbian General Fiction: Chinelo Okparanta, Happiness, Like Water
- Lesbian Memoir/Biography: Barrie Jean Borich, Body Geographic
- Lesbian Mystery: Katherine V. Forrest, High Desert
- Lesbian Poetry: Ana Bozicevic, Rise in the Fall
- Lesbian Romance: Andrea Bramhall, Clean Slate
- LGBT Anthology: Karen Martin e Makhosazana Xaba, Queer Africa: New and Collected Fiction & Jim Elledge e David Groff, Who’s Yer Daddy?: Gay Writers Celebrate Their Mentors and Forerunners
- LGBT Children’s/Young Adult: Sara Farizan, If You Could Be Mine & David Levithan, Two Boys Kissing
- LGBT Debut Fiction: Nik Nicholson, Descendants of Hagar
- LGBT Drama: Michel Marc Bouchard, Tom at the Farm
- LGBT Graphic Novel: Nicole J. Georges, Calling Dr. Laura: A Graphic Memoir
- LGBT Nonfiction: Hilton Als, White Girls
- LGBT SF/Fantasy/Horror: Melissa Scott e Amy Griswold, Death by Silver
- LGBT Studies: Christina B. Hanhardt, Safe Space: Gay Neighborhood History and the Politics of Violence
- Transgender Fiction: Trish Salah, Wanting in Arabic
- Transgender Nonfiction: Mattilda Bernstein Sycamore, The End of San Francisco

## Ventisettesima edizione 2015
- Bisexual Fiction: Ana Castillo, Give It to Me
- Bisexual Nonfiction: Charles M. Blow, Fire Shut Up In My Bones
- Gay Erotica: Tiffany Reisz, The King
- Gay General Fiction: Tom Spanbauer, I Loved You More
- Gay Memoir/Biography: Richard Blanco, The Prince of Los Cocuyos & John Lahr, Tennessee Williams: Mad Pilgrimage of the Flesh
- Gay Mystery: Katie Gilmartin, Blackmail, My Love: A Murder Mystery
- Gay Poetry: Danez Smith, [insert] boy
- Gay Romance: Jeff Mann, Salvation: A Novel of the Civil War
- Lesbian Erotica: Diana Cage, Lesbian Sex Bible
- Lesbian General Fiction: Alexis De Veaux, Yabo
- Lesbian Memoir/Biography: Alethia Jones, Virginia Eubanks e Barbara Smith, Ain’t Gonna Let Nobody Turn Me Around: Forty Years of Movement Building with Barbara Smith
- Lesbian Mystery: Ellen Hart, The Old Deep and Dark : A Jane Lawless Mystery
- Lesbian Poetry: Valerie Wetlaufer, Mysterious Acts by My People
- Lesbian Romance: Robbi McCoy, The Farmer’s Daughter
- LGBT Anthology: Leila J. Rupp e Susan K. Freeman, Understanding and Teaching US Lesbian, Gay, Bisexual, and Transgender History
- LGBT Children’s/Young Adult: Tim Federle, Five, Six, Seven, Nate!
- LGBT Debut: Abdi Nazemian, The Walk-In Closet
- LGBT Drama: Robert O’Hara, Bootycandy
- LGBT Graphic Novel: Joyce Brabner e  Mark Zingarelli, Second Avenue Caper
- LGBT Nonfiction: Martin Duberman, Hold Tight Gently: Michael Callen, Essex Hemphill, and the Battlefield of AIDS
- LGBT SF/Fantasy/Horror: Chaz Brenchley, Bitter Waters
- LGBT Studies: Vincent Woodard, Justin A. Joyce e Dwight McBride, Delectable Negro: Human Consumption and Homoeroticism within US Slave Culture
- Transgender Fiction: Casey Plett, A Safe Girl To Love
- Transgender Nonfiction: Thomas Page McBee, Man Alive: A True Story of Violence, Forgiveness and Becoming a Man

## Ventottesima edizione 2016
- Bisexual Literature: Emily Bingham, Irrepressible: The Jazz Age Life of Henrietta Bingham & Anna North, The Life and Death of Sophie Stark
- Gay Erotica: Miodrag Kojadinović, Érotiques Suprèmes
- Gay Fiction: Hasan Namir, God in Pink
- Gay Memoir/Biography: Langdon Hammer, James Merrill: Life and Art
- Gay Mystery: Marshall Thornton, Boystown 7: Bloodlines
- Gay Poetry: Nicholas Wong, Crevasse & Carl Phillips, Reconnaissance
- Gay Romance: Debbie McGowan, When Skies Have Fallen
- Lesbian Erotica: Meghan O’Brien, The Muse
- Lesbian Fiction: Chinelo Okparanta, Under the Udala Trees
- Lesbian Memoir/Biography: Kate Carroll de Gutes, Objects in the Mirror Are Closer Than They Appear
- Lesbian Mystery: Victoria Brownworth, Ordinary Mayhem & Ann Aptaker, Tarnished Gold
- Lesbian Poetry: Dawn Lundy Martin, Life in a Box is a Pretty Life
- Lesbian Romance: Julie Blair, Making A Comeback
- LGBT Anthology: Sfé R. Monster e Taneka Stotts, Beyond: The Queer Sci-Fi & Fantasy Comic Anthology & Damien Luxe, Heather M. Ács, Sabina Ibarrola, Glitter and Grit: Queer Performance from the Heels on Wheels Femme Galaxy
- LGBT Children’s/Young Adult: Alex Gino, George
- LGBT Debut Fiction: Victor Yates, A Love Like Blood
- LGBT Drama: Tanya Barfield, Bright Half Life
- LGBT Graphic Novels: EK Weaver, The Less Than Epic Adventures of TJ & Amal
- LGBT Nonfiction: Marcia M. Gallo, “No One Helped”: Kitty Genovese, New York City, and the Myth of Urban Apathy
- LGBT SF/Fantasy/Horror: Kirsty Logan, The Gracekeepers
- LGBT Studies: Hiram Pérez, A Taste for Brown Bodies: Gay Modernity and Cosmopolitan Desire
- Transgender Fiction: Roz Kaveney, Tiny Pieces of Skull, or a Lesson in Manners
- Transgender Nonfiction: Willy Wilkinson, Born on the Edge of Race and Gender: A Voice for Cultural Competency
- Transgender Poetry: Kari Edwards, succubus in my pocket

## Ventinovesima edizione 2017
- Bisexual Fiction: Alexis M. Smith, Marrow Island
- Bisexual Nonfiction: Ana Castillo, Black Dove: Mama, Mi’jo, and Me
- Bisexual Poetry: Abigail Child, Mouth to Mouth
- Gay Fiction: Rabih Alameddine, The Angel of History
- Gay Memoir/Biography: Cleve Jones, When We Rise
- Gay Mystery: J. Aaron Sanders, Speakers of the Dead: A Walt Whitman Mystery
- Gay Poetry: Phillip B. Williams, Thief in the Interior
- Gay Romance: Pene Henson, Into the Blue
- Lesbian Fiction: Nicole Dennis-Benn, Here Comes the Sun
- Lesbian Memoir/Biography: Gloria Joseph, The Wind is Spirit: The Life, Love and Legacy of Audre Lorde
- Lesbian Mystery: Jessica L. Webb, Pathogen
- Lesbian Poetry: Francine J. Harris, play dead & Julie R. Enszer, The Complete Works of Pat Parker
- Lesbian Romance: Yoshiyuki Ly, The Scorpion’s Empress
- LGBT Anthology: Zena Sharman, The Remedy: Queer and Trans Voices on Health and Health Care
- LGBT Children’s/Young Adult: M. E. Girard, Girl Mans Up
- LGBT Drama: Robert O’Hara, Barbecue/Bootycandy
- LGBT Erotica: Rebekah Weatherspoon, Soul to Keep
- LGBT Graphic Novels: Ed Luce, Wuvable Oaf: Blood & Metal
- LGBT Nonfiction: David France, How to Survive a Plague: The Inside Story of How Citizens and Science Tamed AIDS
- LGBT SF/Fantasy/Horror: Indra Das, The Devourers
- LGBT Studies: Jennifer Tyburczy, Sex Museums: The Politics and Performance of Display
- Transgender Fiction: Jia Qing Wilson-Yang, Small Beauty
- Transgender Nonfiction: Lei Ming e Lura Frazey, Life Beyond My Body: A Transgender Journey to Manhood in China
- Transgender Poetry: Kokumo, Reacquainted with Life

## Trentesima edizione 2018
- Bisexual Fiction: Barbara Browning, The Gift
- Bisexual Nonfiction: Roxane Gay, Hunger
- Gay Fiction: John Rechy, After the Blue Hour
- Gay Memoir/Biography: Chike Frankie Edozien, Lives of Great Men: Living and Loving as an African Gay Man
- Gay Mystery: Marshall Thornton, Night Drop
- Gay Poetry: CA Conrad, While Standing in Line for Death
- Gay Romance: Laurie Loft, Love and Other Hot Beverages
- Lesbian Fiction: Carmen Maria Machado, Her Body and Other Parties
- Lesbian Memoir/Biography: Alex Marzano-Lesnevich, The Fact of a Body
- Lesbian Mystery: A. E. Radley, Huntress
- Lesbian Poetry: Rosamond S. King, Rock | Salt | Stone
- Lesbian Romance: Yolanda Wallace, Tailor-Made
- LGBTQ Anthology: Juliana Delgado Lopera, ¡Cuéntamelo! Oral Histories by LGBT Latino Immigrants
- LGBTQ Children’s/Young Adult: Rebecca Podos, Like Water
- LGBTQ Drama: Audrey Cefaly, The Gulf
- LGBTQ Erotica: Steve Berman, His Seed
- LGBTQ Graphic Novels: Emil Ferris, My Favorite Thing is Monsters
- LGBTQ Nonfiction: Keeanga-Yamahtta Taylor, How We Get Free: Black Feminism and the Combahee River Collective
- LGBTQ SF/Fantasy/Horror: Annalee Newitz, Autonomous
- LGBTQ Studies: Trevor Hoppe, Punishing Disease: HIV and the Criminalization of Sickness
- Transgender Fiction: Bogi Takács, Transcendent 2: The Year’s Best Transgender Speculative Fiction
- Transgender Nonfiction: C. Riley Snorton, Black on Both Sides: A Racial History of Trans Identity
- Transgender Poetry: Ching-In Chen, recombinant

## Trentunesima edizione 2019
- Bisexual Fiction: Négar Djavadi, Disoriental
- Bisexual Nonfiction: Anthony Moll, Out of Step: A Memoir
- Bisexual Poetry: Duy Doan, We Play a Game
- Gay Fiction: Joshua Whitehead, Jonny Appleseed
- Gay Memoir and/or Biography: Darnell L. Moore, No Ashes in the Fire: Coming of Age Black and Free in America
- Gay Mystery: Marshall Thornton, Late Fees: A Pinx Video Mystery
- Gay Poetry: Justin Phillip Reed, Indecency
- Gay Romance: SC Wynne, Crashing Upwards
- LGBTQ Anthology—Fiction: The Other Foundation, As You Like It: The Gerald Kraak Anthology Volume II
- LGBTQ Anthology—Nonfiction: Roxane Gay, Not That Bad: Dispatches from Rape Culture
- LGBTQ Children’s/Young Adult: Kacen Callender, Hurricane Child
- LGBTQ Drama: Mashuq Mushtaq Deen, Draw the Circle
- LGBTQ Erotica: Blue Delliquanti e Kazimir Lee, Miles & Honesty in SCFSX!
- LGBTQ Graphic Novels: Tommi Parrish, The Lie and How We Told It
- LGBTQ Nonfiction: Imani Perry, Looking for Lorraine: The Radiant and Radical Life of Lorraine Hansberry
- LGBTQ Science Fiction and Horror: Isaac R. Fellman, The Breath of the Sun
- LGBTQ Studies: William T. Hoston, Toxic Silence: Race, Black Gender Identity, and Addressing the Violence Against Black Transgender Women in Houston
- Lesbian Fiction: Larissa Lai, The Tiger Flu
- Lesbian Memoir and/or Biography: Zahra Patterson, Chronology
- Lesbian Mystery: Claire O’Dell, A Study in Honor: A Novel
- Lesbian Poetry: Ru Puro, Each Tree Could Hold a Noose or a House
- Lesbian Romance: Ann McMan, Beowulf For Cretins: A Love Story
- Transgender Fiction: Casey Plett, Little Fish
- Transgender Nonfiction: Julian Gill-Peterson, Histories of the Transgender Child
- Transgender Poetry: Raquel Salas Rivera, lo terciario / the tertiary

## Trentaduesima edizione 2020
- Bisexual Fiction: Fiona Alison Duncan, Exquisite Mariposa
- Bisexual Nonfiction: Trisha Low, Socialist Realism
- Bisexual Poetry: Stephanie Young, Pet Sounds
- Gay Fiction: Bryan Washington, Lot
- Gay Memoir and/or Biography: Saeed Jones, How We Fight for Our Lives
- Gay Mystery: Michael Nava, Carved in Bone
- Gay Poetry: Cyrée Jarelle Johnson, Slingshot
- Gay Romance: James Lovejoy, Joseph Chapman: My Molly Life
- LGBTQ Anthology—Fiction: Aishah Shahidah Simmons, Love WITH Accountability: Digging up the Roots of Child Sexual Abuse & Noam Sienna, A Rainbow Thread: An Anthology of Queer Jewish Texts from the First Century to 1969
- LGBTQ Anthology—Nonfiction: Carmen Maria Machado, In the Dream House[6]
- LGBTQ Children’s/Young Adult: Lisa Jenn Bigelow, Hazel's Theory of Evolution & Alexandra Villasante, The Grief Keeper
- LGBTQ Drama: Mashuq Mushtaq Deen, Draw the Circle
- LGBTQ Erotica: Michael R. Jackson, A Strange Loop
- LGBTQ Graphic Novels: Kelsey Wroten, Cannonball
- LGBTQ Nonfiction: Carmen Maria Machado, In the Dream House
- LGBTQ Science Fiction and Horror: Rivers Solomon, Daveed Diggs, William Hutson e Jonathan Snipes, The Deep
- LGBTQ Studies: Emily L. Thuma, All Our Trials: Prisons, Policing, and the Feminist Fight to End Violence
- Lesbian Fiction: Nicole Dennis-Benn, Patsy
- Lesbian Memoir and/or Biography: Samra Habib, We Have Always Been Here: A Queer Muslim Memoir
- Lesbian Mystery: Ann McMan, Galileo
- Lesbian Poetry: t'ai freedom ford, & more black
- Lesbian Romance: Emily Noon, Aurora's Angel
- Transgender Fiction: Hazel Jane Plante, Little Blue Encyclopedia (for Vivian)
- Transgender Nonfiction: Ellis Martin e Zach Ozma, We Both Laughed in Pleasure: The Selected Diaries of Lou Sullivan
- Transgender Poetry: Xandria Phillips, Hull

## Trentatreesima edizione 2021[7]
- Bisexual Fiction: Zaina Arafat, You Exist Too Much
- Bisexual Nonfiction: Samantha Irby, Wow, No Thank You.: Essays
- Bisexual Poetry: Aricka Foreman, Salt Body Shimmer
- Gay Fiction: Joon Oluchi Lee, Neotenica
- Gay Memoir and/or Biography: Mohsin Zaidi, A Dutiful Boy: A Memoir of a Gay Muslim’s Journey to Acceptance
- Gay Poetry: Eduardo C. Corral, Guillotine
- Gay Romance: Felice Stevens, The Ghost and Charlie Muir
- LGBTQ Anthology: Joshua Whitehead, Love After the End: An Anthology of Two-Spirit and Indigiqueer Speculative Fiction
- LGBTQ Children's/Middle Grade: Kacen Callender, King and the Dragonflies
- LGBTQ Drama: Yilong Liu, The Book of Mountains and Seas
- LGBTQ Erotica: Lena Suksi, The Nerves
- LGBTQ Comics: Bishakh Som, Apsara Engine
- LGBTQ Mistery: Tom Ryan, I Hope You’re Listening
- LGBTQ Nonfiction: Ashon T. Crawley, The Lonely Letters
- LGBTQ Science Fiction and Horror: Julian K. Jarboe, Everyone on the Moon is Essential Personnel
- LGBTQ Studies: Zakiyyah Iman Jackson, Becoming Human: Matter and Meaning in an Antiblack World
- LGBTQ Young Adult: Mike Curato, Flamer
- Lesbian Fiction: Juli Delgado Lopera, Fiebre Tropical
- Lesbian Memoir and/or Biography: Jenn Shapland, My Autobiography of Carson McCullers
- Lesbian Poetry: Pamela Sneed, Funeral Diva
- Lesbian Romance: Alexandria Bellefleur, Written in the Stars
- Transgender Fiction: Zeyn Joukhadar, The Thirty Names of Night
- Transgender Nonfiction: J Mase III e Dane Figueroa Edidi, The Black Trans Prayer Book
- Transgender Poetry: Sade LaNay, I Love You and I'm Not Dead

## Trentaquattresima edizione 2022[8]
- Bisexual Fiction: Alix Ohlin, We Want What We Want
- Bisexual Nonfiction: Aisha Sabatini Sloan, Borealis
- Bisexual Poetry: Aurielle Marie, Gumbo Ya Ya
- Gay Fiction: Brontez Purnell, 100 Boyfriends
- Gay Memoir and/or Biography: Brian Broome, Punch Me Up to the Gods: A Memoir
- Gay Poetry: John Keene, Punks: New & Selected Poems
- Gay Romance: Larry Benjamin, Excellent Sons: A Love Story in Three Acts
- LGBTQ Anthology: a cura di Briona Simone Jones, Mouths of Rain: An Anthology of Black Lesbian Thought
- LGBTQ Children's/Middle Grade: JR Ford e Vanessa Ford, Calvin
- LGBTQ Drama: R. Eric Thomas, Mrs. Harrison
- LGBTQ Erotica: Samuel R. Delany, Big Joe
- LGBTQ Comics: Lee Lai, Stone Fruit
- LGBTQ Mistery: John Copenhaver, The Savage Kind
- LGBTQ Nonfiction: Sarah Schulman, Let the Record Show: A Political History of ACT UP New York, 1987-1993
- LGBTQ Speculative Nonfiction: Cadwell Turnbull, No Gods, No Monsters
- LGBTQ Studies: Anna Lvovsky, Vice Patrol: Cops, Courts, and the Struggle over Urban Gay Life before Stonewall
- LGBTQ Young Adult: A. R. Capetta, The Heartbreak Bakery
- Lesbian Fiction: Mia McKenzie, Skye Falling
- Lesbian Memoir and/or Biography: Sophie Santos, The One You Want to Marry (And Other Identities I’ve Had)
- Lesbian Poetry: Tamiko Beyer, Last Days
- Lesbian Romance: Milena McKay, The Headmistress
- Transgender Fiction: Jeanne Thornton, Summer Fun
- Transgender Nonfiction: Da’Shaun Harrison, Belly of the Beast: The Politics of Anti-Fatness as Anti-Blackness
- Transgender Poetry: Mason J, Crossbones on My Life
- J. Michael Samuel Prize: Jobert E. Abueva
- Randall Kenan Prize: Kalynn Bayron
- Jim Duggins Outstanding Mid-Career Novelist Prize: Vi Khi Nao e Silas House
- Jeanne Córdova Prize: Aisha Sabatini Sloan
- Judith Markowitz Award: Morgan Thomas e Ching-In Chen

## Trentacinquesima edizione 2023[9]
- Bisexual Fiction: Gwendolyn Kiste, Reluctant Immortals
- Bisexual Nonfiction: Maria San Filippo, Appropriate Behavior
- Bisexual Poetry: Nicky Beer, Real Phonies and Genuine Fakes
- Comics: Sas Milledge, Mamo
- Gay Fiction: Danny Ramadan, The Foghorn Echoes
- Gay Memoir and/or Biography: Edgar Gomez, High-Risk Homosexual
- Gay Poetry: Padraig Regan, Some Integrity
- Gay Romance: Kosoko Jackson, I’m So Not Over You
- LGBTQ Anthology: a cura di Julie R. Enszer e Elena Gross, OutWrite: The Speeches That Shaped LGBTQ Literary Culture
- LGBTQ Children's: Wallace West, Mighty Red Riding Hood
- LGBTQ Drama: Ho Ka Kei, phigenia and the Furies (On Taurian Land) & Antigone: 方
- LGBTQ Romace and Erotica: Alison Cochrun, Kiss Her Once For Me
- LGBTQ Middle Grade: Maulik Pancholy, Nikhil Out Loud
- LGBTQ Mistery: Hayley Scrivenor, Dirt Creek: A Novel
- LGBTQ Nonfiction: Hafizah Augustus Geter, The Black Period: On Personhood, Race, and Origin
- LGBTQ Speculative Fiction: Lianyu Tan, The Wicked and the Willing: An F/F Gothic Horror Vampire Novel
- LGBTQ Studies: Darieck Scott, Keeping It Unreal: Black Queer Fantasy and Superhero Comics
- LGBTQ Young Adult: Sonora Reyes, The Lesbiana's Guide to Catholic School
- Lesbian Fiction: K-Ming Chang, Gods of Want
- Lesbian Memoir and/or Biography: Kathryn Schulz, Lost & found. Sul perdere e trovare l'amore (Lost & Found: Reflections on Grief, Gratitude, and Happiness)
- Lesbian Poetry: Shelley Wong, As She Appears
- Lesbian Romance: Nan Campbell, The Rules of Forever
- Transgender Fiction: Cat Fitzpatrick, The Call-Out
- Transgender Nonfiction: Emma Grove, The Third Person
- Transgender Poetry: Kamden Ishmael Hilliard, MissSettl
- J. Michael Samuel Prize: Christopher Tradowsky
- Randall Kenan Prize: Eboni J. Dunbar
- Jim Duggins Outstanding Mid-Career Novelist Prize: Ryka Aoki e Aaron Hamburger
- Jeanne Córdova Prize: Jaquira Diaz
- Judith Markowitz Award: Maya Salameh e Naseem Jamnia